# مارين دافور
مارين دافور (مواليد 20 أكتوبر 1994) هي لاعبة كرة قدم محترفة تلعب في مركز مدافع جناح أيسر ومركز وسط أيسر لنادي فلوري في الدوري الفرنسي لكرة القدم للسيدات. ولدت في فرنسا، مثلت فرنسا في البداية على مستوى الشباب والكبار، لكنها في النهاية انتقلت لمنتخب الجزائر لكرة القدم للسيدات.

## المسيرة الدولية
في 2023، قررت دافور، التي سبق لها اللعب للمنتخب الفرنسي، تغيير ولائها والانضمام للجزائر. لذلك استدعيت لمعسكر تدريبي مع المنتخب الجزائري من 13 إلى 21 فبراير 2023.
| لا. | التاريخ        | المكان                             | الخصم        | النتيجة | النتيجة | المسابقة          |
| --- | -------------- | ---------------------------------- | ------------ | ------- | ------- | ----------------- |
| 1   | 9 أبريل 2023   | ملعب نيلسون مانديلا، مدينة الجزائر | تنزانيا      | 1 –0    | 4–0     | مباراة ودية دولية |
| 2   | 14 يوليو 2023  | ملعب لات ديور،السنغال              | السنغال      | 1 –1    | 1-3     | مباراة ودية دولية |
| 3   | 27 فبراير 2024 | ملعب نيلسون مانديلا، مدينة الجزائر | بوركينا فاسو | 2 –0    | 3–0     | مباراة ودية دولية |